# Familiar (canção)
"Familiar" é uma canção gravada pelo cantor inglês Liam Payne e pelo cantor colombiano J Balvin. Foi escrito e produzido por Mike Sabath, com escrita adicional de LunchMoney Lewis, Balvin e Sean Douglas. A música foi lançada em 20 de abril de 2018 como o quinto single do primeiro álbum de estúdio de Payne, LP1 (2019).

## Lançamento
Em 25 de fevereiro de 2018, os artistas anunciaram a música nas redes sociais enquanto gravavam o videoclipe em Miami. Payne revelou a capa e a data de lançamento da música em 16 de abril. Ele também twittou um vídeo com algumas das letras, escrevendo: "[Balvin,] você vai ter que ensinar alguns dos meus fãs em espanhol ..." Ele revelou um trecho da música em 19 de abril, que apresenta J Balvin.

## Composição
"Familiar" é uma canção de R&B e pop latino. De acordo com a Billboard, a música "combina vibrações latinas com um som de verão e R&B". A letra é sobre impressionar um interesse amoroso em uma boate.

## Recepção crítica
Mike Nied, da Idolator, opinou que a canção poderia facilmente tornar-se a "melhor faixa" de Payne, escrevendo que "o hit crossover com tingimento latino certamente vai invadir as paradas em todo o mundo e pode se tornar o lançamento mais bem-sucedido dele até hoje". Ele também notou o vocal de Payne de ser "aveludado" e "sedutor", antes de elogiar a "produção internacionalmente atraente" da canção. Shanté Honeycutt da Billboard disse, "ao ouvir pela primeira vez, [a canção] induz flashbacks a "Señorita" de Justin Timberlake [...] como o vídeo," embora ela também tenha considerado Payne e Balvin "fez sucesso" tudo por conta própria. Rianne Houghton, da Digital Spy, considerou a música como "uma excelente tentativa de recriar um novo 'Despacito'".

## Performances ao vivo
Payne e J Balvin cantaram "Familiar" em 15 de maio de 2018 no Good Morning America, e no The Late Show with Stephen Colbert em 17 de maio de 2018.

## Créditos e equipe
Créditos adaptados do Tidal.
- Liam Payne – vocais
- J Balvin – vocais, composição
- LunchMoney Lewis – composição
- Mike Sabath – composição, produção, guitarra
- Sean Douglas – composição
- Randy Merrill – engenharia mestra
- John Hanes – engenharia
- Serban Ghenea – mixagem

## Desempenho nas tabelas musicais
| Chart (2018)                                              | Maior posição |
| --------------------------------------------------------- | ------------- |
| Alemanha (Official German Charts)                         | 50            |
| Argentina (Monitor Latino)                                | 3             |
| Austrália (ARIA)                                          | 95            |
| Áustria (Ö3 Austria Top 40)                               | 33            |
| Bélgica (Ultratop 50 de Flanders)                         | 19            |
| Bélgica (Ultratop 40 de Valônia)                          | 12            |
| Canadá (Canadian Hot 100)                                 | 61            |
| Colômbia (National-Report)                                | 33            |
| Croácia (HRT)                                             | 15            |
| Equador (National-Report)                                 | 83            |
| Eslováquia (Singles Digital Top 100)                      | 19            |
| Eslováquia (Rádio Top 100)                                | 73            |
| Eslovênia (SloTop50)                                      | 36            |
| Espanha (PROMUSICAE)                                      | 65            |
| Estados Unidos (Billboard Bubbling Under Hot 100 Singles) | 19            |
| Estados Unidos (Pop Songs)                                | 25            |
| França (SNEP)                                             | 103           |
| Hungria (Rádiós Top 40)                                   | 31            |
| Hungria (Single Top 40)                                   | 20            |
| Hungria (Stream Top 40)                                   | 21            |
| Irlanda (IRMA)                                            | 22            |
| Líbano (Lebanese Top 20)                                  | 8             |
| México (Billboard Mexico Airplay)                         | 10            |
| Países Baixos (Single Top 100)                            | 35            |
| Nova Zelândia (RMNZ)                                      | 9             |
| Polônia (Polish Airplay Top 100)                          | 13            |
| Portugal (AFP)                                            | 52            |
| Reino Unido (Official Charts Company)                     | 14            |
| Romênia (Airplay 100)                                     | 29            |
| Suécia (Sverigetopplistan)                                | 46            |
| Suíça (Schweizer Hitparade)                               | 52            |
| Venezuela (National-Report)                               | 54            |

| Chart (2018)                          | Posição |
| ------------------------------------- | ------- |
| Bélgica (Ultratop Wallonia)           | 69      |
| Reino Unido (Official Charts Company) | 91      |

## Vendas e certificações
| Região | Certificação | Vendas/distribuição |
| --- | ------------ | ------------------- |
| Brasil (Pro-Música Brasil) | Ouro         | 20,000*             |
| Canadá (Music Canada) | Platina      | 80,000^             |
| Reino Unido (BPI) | Ouro         | 400,000‡            |
| *vendas baseadas apenas na certificação ^distribuições baseadas apenas na certificação ‡dados de streaming baseados somente em certificação |              |                     |

## Histórico de lançamento
| Região         | Data                | Formato                           | Gravadora | Ref.   |
| -------------- | ------------------- | --------------------------------- | --------- | ------ |
| Vários         | 20 de abril de 2018 | Download digital                  | Capitol   | [ 15 ] |
| Estados Unidos | 1 de maio de 2018   | Rádios de sucessos contemporâneos | Republic  | [ 53 ] |
| Estados Unidos | 1 de maio de 2018   | Rádios de sucessos ritmicos       | Republic  | [ 54 ] |
| Itália         | 4 de maio de 2018   | Rádios de sucessos contemporâneos | Universal | [ 55 ] |